# Кейда Федір Федорович
Ке́йда Федір Федорович (нар. 2 грудня 1961, м. Жданов, нині — Маріуполь Донецької області — пом. 16 березня 2009, там само) — літературознавець. Доктор філологічних наук (2001), професор (2002).

## Біографічні відомості
Закінчив Донецький університет (1984). Учителював. Від 1993 — у Маріупольському гуманітарному університеті: від 1999 — завідувач кафедри української філології.
Досліджував відтворення національно-визвольних змагань українського народу в українському фольклорі та літературі, стильові концепти літературно-мистецького процесу кінця 19 — початку 20 ст.

## Праці
- Відлуння далекої доби: Гайдамаки та опришки — виразники національно-визвольних змагань українського народу. — Д., 1995;
- Дилогія Миколи Глухенького про Коліївщину. — К., 1998;
- Народні месники України у фольклорі. — Д., 1998 (співавт.);
- Художня модель гайдамаччини у романах Юрія Мушкетика. — К., 1998;
- Український фольклор про гайдамаччину. — К., 1999;
- Гайдамаччина в українській літературі. — К., 2000.